# 瓦尔德基希 (圣加仑州)
瓦尔德基希（德語：Waldkirch，德語發音：[ˈvaltˌkɪʁç] ⓘ）是瑞士圣加仑州的一个市镇。该市镇总面积为31.25平方千米，截至2018年12月31日总人口为3,500人。